# Terra Indígena Igarapé Taboca do Alto Tarauacá
A Terra Indígena Igarapé Taboca do Alto Tarauacã é uma terra indígena na Amazônia Legal com área de 287 000 hectares, localizada no município brasileiro de Jordão (estado do Acre) e, é habitada pelo povo Isolados do Igarapé Taboca.
Esta área habitada do Taboca está registrada no CRI e na Secretaria de Patrimônio da União (SPU) via portaria 17 de 19/02/2008. A Fundação Nacional dos Povos Indígenas (FUNAI) atua nesta área através da Coordenação Regional de Juruá e do Distrito Sanitário Indígena de Alto Rio Juruá.

## Demarcação
A Constituição Federal do Brasil diz que as terras indígenas demarcadas devem ser: habitadas de forma permanente; ser a base das atividades produtivas indígena; local de reprodução física e cultural; e são demarcadas pela FUNAI conforme decreto 1775/1996: estudos de identificação e relatório feito por antropólogo e grupo técnico; o relatório é aprovado na Funai; o Ministro da Justiça declara os limites da região e a demarcação física; a Funai faz a demarcação; a demarcação é analisada e homologada pelo presidência da República; então é registrada no cartório de imóveis e na Secretaria de Patrimônio da União (SPU).

## Geografia
Município de Jordão possui área municipal de 535.728 ha e área indígena de 287,50 ha.

### Fitofisionomia
A Terra Indígena de Taboca está localizada na bacia hidrográfica do rio Juruá e faz parte do bioma Amazônico, com vegetação composta exclusivamente por floresta ombrófila aberta (com clima mais seco de 2 a 4 meses por ano).

## Ameaças
A terra indígena é ameaçada por extrativista/madeireiro.
De acordo com o projeto Monitoramento da Floresta Amazônica Brasileira por Satélite (PRODES) do Instituto Nacional de Pesquisas Espaciais (INPE), esta área sofreu desmatamento de 36 ha até o ano 2000.

## Indígenas no Acre
O estado brasileiro do Acre é marcado por uma grande parte de sua área representada por áreas naturais protegidas como Terras Indígenas (TI) e Unidades de Conservação (UC).
São 35 Terras Indígenas reconhecidas pelo governo federal, mas 24 plenamente regularizadas, ou seja, com demarcações físicas homologadas por decretos presidenciais e cadastradas na Secretaria de Patrimônio da União (SPU) e registradas nos Cartórios de Registros de Imóveis (CRIs) das comarcas, a saber: Alto Rio Purus, Alto Tarauacá, Arara do Igarapé Humaitá, Arara do Rio Amônia, Cabeceira do Rio Acre, Campinas/Katukina, Igarapé Taboca do Alto Tarauacá, Igarapé do Caucho, Jaminawa Envira,  Jaminawa Arara do Rio Bagé, Jaminawa do Guajara, Jaminawa do Igarapé Preto, Jaminawa do Rio Caeté, Kampa do Igarapé Primavera, Kampa e Isolados do Rio Envira, Kampa do Rio Amônea, Katukina/Kaxinawá, Kaxinawá Ashaninka do Rio Breu, Kaxinawá Colônia Vinte e Sete, Kaxinawá da Praia do Carapanã, Kaxinawá do Baixo Rio Jordão, Kaxinawá do Rio Humaitá, Kaxinawá do Rio Jordão, Kaxinawá Nova Olinda, Kaxinawá do Seringal Curralinho, Kaxinawá Seringal Independência,  Kulina do Rio Envira,  Kulina do Igarapé do Pau, Kuntanawa, Mamoadate, Manchineri do Seringal Guanabara, Nawa, Nukini, Poyanawa, Rio Gregório, Riozinho do Alto Envira.
As Terras Indígenas estão localizadas nas bacias dos rios Juruá e Purus, em uma área correspondente a 14,56% de todo o estado, e os indígenas somam aproximadamente 23 mil pessoas. São 15 etnias, mais os grupos isolados, ainda não identificados, a saber: Huni-KUĨ, Ashaninka, Noke-KOĨ, Nukini, Nawa, Manxineru, Jaminawa, Jaminawa-arara, Kuntanawa, Shanenawa, Shawãdawa, Apolima-arara, Madja, Nawá, Manchineri, Kulina, Yawanawá, Katukina, Sayanawa, Poyanawa Povo do Xinane, Isolados Mashco-Piro.

## População Tradicional
Em 2007 os povos tradicionais foram reconhecidas pelo Governo do Brasil, através da política de desenvolvimento sustentável das comunidades tradicionais (PNPCT) que ampliou o reconhecimento feito parcialmente na Constituição de 1988, agregando os indígenas, os quilombolas e, outros povos tradicionais, a saber: ribeirinho, castanheira, catador de mangaba, retireiro, cigano, cipozeiro, extrativista, faxinalense, fecho de pasto, geraizeiro, ilhéu, isqueiro, morroquiano, pantaneiro, pescador artesanal, piaçaveiro, pomerano, terreiro, quebradeira de coco-babaçu, seringueiro, vazanteiro e, veredeiro. Aqueles que mantêm um modo de vida primordial ligado aos recursos naturais e ao meio ambiente em que vivem.